# Opel Frontera
El Opel Frontera es  el primer modelo off-road de la casa alemana Opel. Lanzado en 1991 es un todoterreno con chasis de largueros y carrocería atornillada, de cuatro ruedas motrices que, según la posición de la palanca de tracción, tiene posibilidad de ir a propulsión trasera para asfalto o tracción a las cuatro ruedas para el campo o superficies poco adherentes. Para las situaciones 4x4 complicadas dispone también de reductoras que le permiten circular por zonas imposibles para un SUV. Fue introducido por General Motors bajo varios nombres, la primera versión (Frontera A) fue fabricado en diciembre de 1991 y empezó a comercializarse en España a mediados del 1992. En realidad el Frontera se trataba de una re-interpretación de un modelo ya comercializado por OPEL, el OPEL Frontera o OPEL Campo(según los mercados), pero adaptado a los gustos europeos, especialmente en lo referente a las motorizaciones.
Desde el principio estuvo disponible un modelo de 4 puertas con motor de 2.4 litros de gasolina y el modelo de 3 puertas (Frontera Sport) con el motor de gasolina de 2.0 litros. El motor de 2.3 litros turbo diésel sólo estaba disponible para el modelo largo de cuatro puertas. Esta primera serie disponía de suspensión delantera independiente por barras de torsión y suspensión trasera de eje rígido con ballestas.
Dispone de cambio manual de cinco velocidades con reductoras y 4x4 seleccionable.
En el otoño de 1995 se produjo el primer cambio significativo en el modelo, una nueva suspensión y una nueva cabina, incluyendo Airbags.
En el verano de 1996 terminó la producción del Frontera A.

## Opel Frontera 2300 TD
El primer propulsor diésel de este modelo, de 2.300 c.c. y 100 CV de potencia máxima, era similar al instalado en algunas versiones del Omega. Aunque su potencia era la habitual para vehículos de este tipo en su época, su menor cilindrada con respecto a la competencia le hizo perder puntos en cuanto a la aceleración y a las recuperaciones. El motor y culata son de fundición. Su configuración es de inyección mecánica indirecta y sobrealimentación con intercambiador de calor. Si bien no ofrece unas prestaciones brillantes su principal virtud es la ausencia de electrónica y su elevada robustez y fiabilidad.
Esta primera generación del Frontera reutiliza a un esquema técnico bastante clásico, con un chasis independiente al que se atornilla la carrocería, suspensión independiente por barras de torsión en el eje delantero y eje rígido soportado por ballestas en el trasero. En cuanto a la tracción, es normalmente trasera con la delantera conectable en marcha. Incorpora también marchas reductoras.
El interior es bastante amplio para un uso familiar pero, ya entonces, se hacía notar el anticuado diseño del salpicadero. La capacidad del maletero fue ampliada posteriormente con la ubicación de la rueda trasera anclada a un voluminoso, y pesado, soporte exterior que debe moverse antes de abrir el portón. 
En carretera tiene un comportamiento honesto para su disposición técnica. Siendo capaz de alcanzar una velocidad máxima cercana a los 150 km/h, aunque para pasar de 0 a 100 km/h tardaba más de 20 segundos. En caminos se aprecia el desajuste entre la suave suspensión delantera y las bruscas reacciones de las ballestas traseras. Cuenta en su favor con una auténtica reductora con desarrollos cortos para afrontar rampas y obstáculos a baja velocidad. Tiene en contra unos ángulos de ataque bastante discretos y la altura libre al suelo de 18,5 cm. Lo cual no invita a buscar excesivas complicaciones "Off-road".
FICHA TÉCNICA   
Motor código: 23 DTR
Motor tipo: Cuatro cilindros turbodiesel.
Cilindrada: 2.260 c.c.
Potencia máxima: 100 CV a 4.200 rpm.
Par máximo: 24,9 Kgm a 2.200 rpm.
Cambio: Manual de cinco velocidades y reductora.
Chasis: Chasis de largueros y travesaños con carrocería atornillada y chasis largo 5P.
Suspensión del./tras.: Independiente / Eje rígido con ballestas
Frenos: Discos ventilados delante, tambores detrás.
Neumáticos: 255 / 75 R15.
Largo x ancho x alto: 4.480 x 1.728 x 1.645 mm.
Peso en vacío: 1.784 kg.
Distancia entre ejes: 2.760 mm.
Velocidad máxima: 148 km / h.
Aceleración 0 a 100 km/h.: 21 segundos
Consumo medio: 13,6 L / 100 km.
Áltura libre: 18,5 cm.
Ángulos: Ataque: 36º, salida: 29º, ventral: 21º.

## Opel Frontera 2500 TDI
Esta versión de motor VM41B de 2500 cc, de diseño Italiano, con culatines independientes aparece para mejorar las escasas prestaciones del modelo de 2300cc que es lento y pesado en carretera. Su potencia llega a los 115 CV gracias al aumento de cilindrada y la gestión electrónica, aunque sigue utilizando el esquema de precamaras de inyección. Este motor es casi tan robusto como el anterior aunque tienden a calentarse si no se mantiene correctamente el sistema de refrigeración y engrase provocando averías.

La carrocería se mantiene prácticamente igual exteriormente aunque su habitabilidad fue mejorada, y el peso reducido, incorporando la rueda de recambio directamente atornillada al portón trasero. Este fue reforzado para soportar el peso y pasó a abrirse lateralmente en lugar de verticalmente como en la anterior versión. En las últimas versiones, próximas al año 1997, se mejoró el diseño del habitáculo modernizando el tablero de instrumentos con un diseño de formas redondeadas muy agradable y acorde al momento. También se incorporaron los altavoces, que antes estaban en el tablier, a las puertas delanteras.

## Opel Frontera 2200 DTI
A finales de 1996 y principios de 1997 aparece una nueva versión con un reestilizado completo (Frontera B) de línea exterior más suave y actualizada con el interior completamente remozado.  

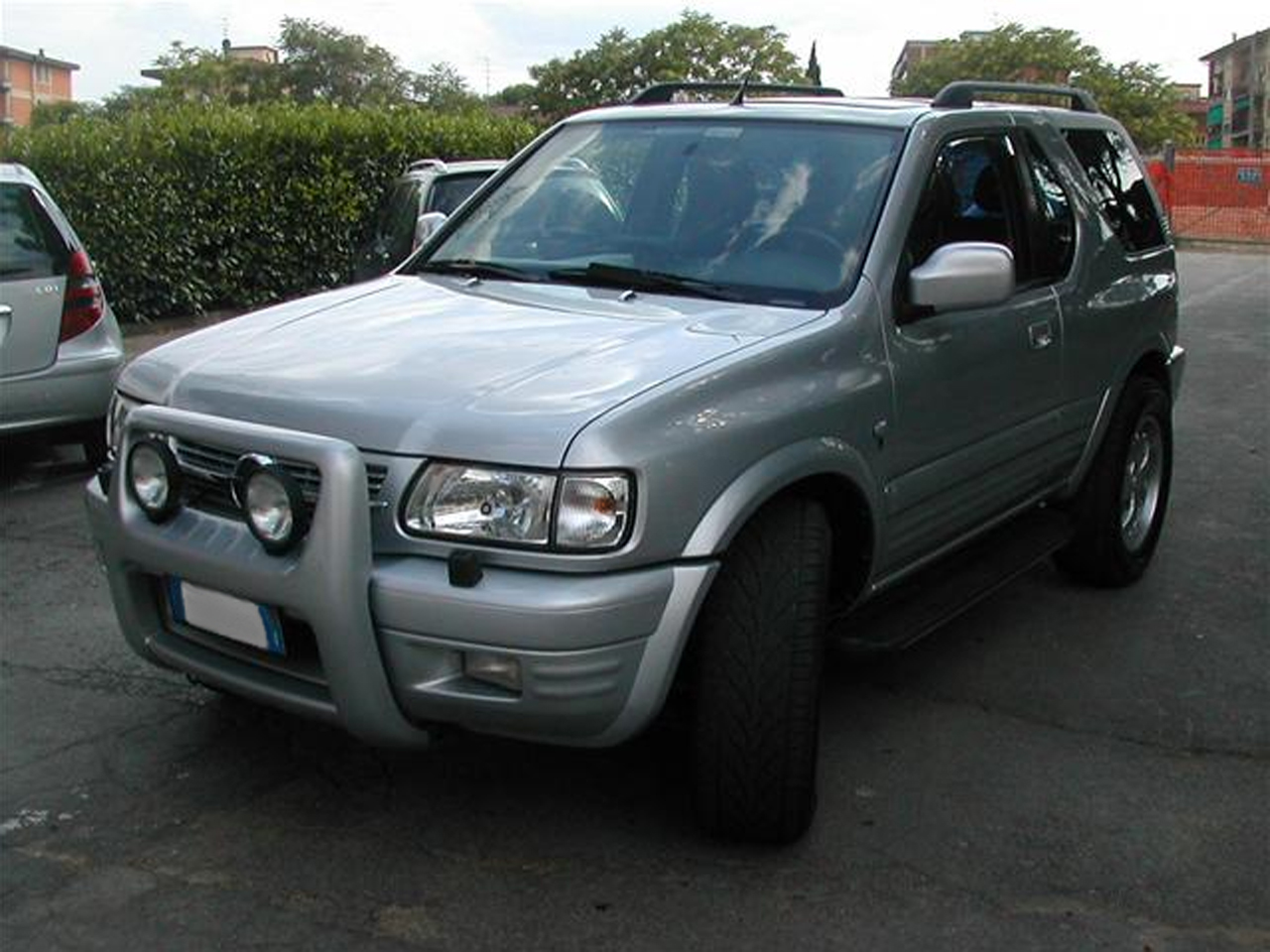
1998 Opel Frontera Restyling

El cambio estético del tablero de instrumentos es notable pasando de las líneas cuadradas a unas suaves curvas de diseño muy atractivo aún actualmente. Si bien mantiene el mismo nivel de equipamiento de su predecesor son añadidos los airbags de serie y el ABS en opción. Su estructura es sometida a un refuerzo general, pasando así con mejor nota las pruebas de colisión europeas. La tracción total pasa a ser conectable mediante un botón en lugar de la palanca habitual y se incorporan altavoces en las puertas delanteras y el montante de techo trasero mejorando el sonido del equipo de a bordo. El soporte de rueda esta en el portón trasero como ya lo fuera en el modelo de 2500 cc.

Al apartado mecánico se le añaden importantes mejoras como son los discos de freno traseros y la amortiguación de muelles trasera que aumentan notablemente la seguridad y el confort (sobre todo de los pasajeros). En cuanto a motores se empieza abandonar la serie Isuzu y se montan los nuevos motores Ecotec de Opel. En este caso se trata de un propulsor de 2171cc y 115CV de gestión electrónica y colectores de admisión variable. Estos motores (con códigos X 22 DTH / Y 22 DTH) de inyección directa entregan los mismos 115CV con un menor consumo y menor contaminación que los anteriores. No obstante, debido a su concepción, su entrega de par no es la mejor para el uso fuera de carretera. El principal problema en vehículos de alto kilometraje es un posible fallo electrónico de la bomba inyectora, el bloqueo de la admisión variable por suciedad introducida a través del EGR y la avería del tablero de instrumentos.

## Opel Frontera 2800 TDI
Código de motor 4JB1T este motor es de origen Isuzu

## Opel Frontera 2000 I Gasolina
Los motores de 2000 cc de este modelo son los derivados de los montados en los Kadett y calibra. Son motores de gasolina de inyección electrónica y se montaron en la versión corta denominada "Sport".
Códigos de motor X20SE y C20NE

## Opel Frontera 2200 I Gasolina
Códigos de motor X22SE

## Opel Frontera 2400 I Gasolina
Los 2.4 I también de gestión e inyección electrónica se derivan de los del Opel Omega. Código motor C24NE